# 이병진 (희극인)
이병진(1969년 11월 1일 ~ )은 대한민국의 코미디언 겸 MC, 캐스터이다.

## 이력
홈쇼핑전문게스트 강지은과 결혼한 그는 1989년 연극배우로 첫 데뷔를 하였고 1994년 KBS 대학 개그콘테스트를 통해 정식 데뷔하였다. 그리고 2012년 1월에는 딸을 얻었으며 이름은 이예음이다.

## 학력
- 안양초등학교 졸업
- 양명고등학교 졸업
- 서울예술전문대학 연극학과 전문학사

## 출연 작품

### 방송
- KBS2 《가족오락관》
- KBS2 《언금술사》
- KBS2 《TV는 사랑을 싣고》
- KBS2 《개그콘서트》

〈닥터.BJ〉
〈닥터.J〉
〈무사〉
〈복수〉사부 역
〈스타자판기〉
〈아담 패밀리〉
〈유주얼 서스펙트〉
〈응급실〉
〈700 오 병팔이〉
- EBS1 《로봇 파워》
- MBC 《무(모)한 도전》
- SBS 《웃찾사》
- SBS 《일요일이 좋다 - X맨》
- SBS 《퀴즈 육감대결》
- KBS2 《해피선데이 - 날아라 슛돌이》
- KBS2 《출발 드림팀》
- MBC 《우리들의 일밤》
- 코미디TV 《운빨 레이스》
- JTBC 《시트콩 로얄빌라》
- EBS1 《두근두근 학교에 가면》
- KBS2 《생존자들》 (2019년)
- KBS2 《날아라 슛돌이 - 뉴 비기닝》 (2020년)

### 드라마
- MBC 《비밀남녀》 - 이성월 역
- MBC 《김치 치즈 스마일》 - 신병진 역
- MBC 《최고의 사랑》 - 택시기사 역 (특별출연)

### 영화
- 《칙칙이의 내일은 챔피언》
- 《티라노의 발톱》 - 원시인 역
- 《이파니의 시크릿 관음클럽》 - (특별출연)

### 광고
- 2000년 해태제과 캔디 삼총사 (알사탕 & 부라보캔디 & 허브큐플러스) - 황승환, 김성규와 함께 출연
- 2001년 빙그레 핫 꽃게랑
- 2002년 빙그레 꽃게랑
- 2006년 아프로파이낸셜 러시앤캐시 대출 - 김하늘과 함께 출연

## 수상
- 2006년 KBS연예대상 쇼•오락 최우수코너상 《해피선데이 - 날아라 슛돌이》